# Aldudes
Aldudes település Franciaországban, Pyrénées-Atlantiques megyében. Lakosainak száma 327 fő (2022. január 1.). Aldudes Banca, Urepel és Baztan községekkel határos.

## Népesség
A település népességének változása:
| Lakosok száma | 321  | 312  | 323  | 322  | 327  | 324  | 324  | 321  | 327  |
|               | 2013 | 2015 | 2016 | 2017 | 2018 | 2019 | 2020 | 2021 | 2022 |